# Half-Life (серія)
Half-Life — серія відеоігор жанру шутера від першої особи, розроблених компанією Valve. Включає в себе дві підсерії — Half-Life і Portal, та низку побічних ігор. Офіційним символом серії є грецька літера λ (лямбда).
Сюжети ігор основної серії прямо чи опосередковано обертається навколо пригод доктора Гордона Фрімена, котрий стає єдиним, хто може врятувати Землю від поневолення прибульцями з інших світів.
Серія популярна завдяки видатному дизайну, різноманітному ігровому процесу й незвичайній подачі історії — гравцеві доводиться особисто розбиратися в ситуації та, використовуючи виявлені факти, намагатися зрозуміти, що відбулося й відбувається в навколишньому світі.
Кожна гра основної серії отримувала схвалення критиків та здобувала вищі нагороди від ігрових видань і виставок.

## Загальний огляд

Гордон Фрімен бореться з прибульцями (оригінальна Half-Life)

Сюжети основних ігор серії пропонують гравцеві взяти на себе роль доктора Гордона Фрімена, котрий виявляється втягненим у масштабну війну між людьми та високорозвиненими прибульцями з інших світів, що задумали поневолити Землю.
Ігри серії є шутерами від першої особи, що комбінується із вирішеннями нескладних головоломок (відкриття замкнених дверей, підняття моста для проїзду автомобіля тощо). Ігри є лінійними та, більшою мірою, заснованими на скриптах. Тобто поява й поводження ворогів, «випадкова» втрата зброї або розігрування чергової сцени запрограмовані в грі та викликаються в заздалегідь передбачений розробниками момент.
Незвичайний і оригінальний спосіб подачі сюжету ігор серії. На відміну від багатьох інших ігор, сюжет не розкривається перед гравцем повністю. Щоб зрозуміти всю суть гри, гравцеві потрібно вивчати навколишню його обстановку й уважно слухати діалоги персонажів (тобто гравець одержує інформацію одночасно з головним героєм), щоб після цього спробувати скласти для себе загальну картину світу гри.

## Головні герої

Гордон Фрімен у Half-Life 2

- Гордон Фрімен — головний герой у серії. Він фізик-теоретик, що працював у дослідному комплексі «Чорна Меза» і після аварії в ньому намагався вибратися з лабораторії, але в підсумку врятував світ від вторгнення прибульців з паралельного виміру Зен. У Half-Life 2 Гордон зненацька отямлюється через багато років і стає подобою месії для людей, які покладають на нього місію звільнити Землю від багаторічного поневолення Комбінатомом. Фрімен є дуже важливою людиною для загадкового G-Man'а, котрий навіть наймає на роботу Фрімена наприкінці першої частини. Цікавим моментом є те, що Фрімен не вимовляє ні слова за увесь час гри.

- Алікс Венс — одна з головних персонажів у серії, починаючи з Half-Life 2. Алікс є єдиною дочкою гарного друга Фрімена Ілая Венса, ученого із Чорної Мези. За сюжетом Алікс часто допомагає Гордонові й складає йому компанію. В Episode 2 G-Man дає зрозуміти, що має на Алікс великі плани і тільки тому врятував її з «Чорної Мези».
- Едріан Шепард — головний герой аддону Opposing Force. Шепард є оперативником спецпідрозділу HECU, що прибув до «Чорної Мези» з метою її повного зачищення від прибульців. Але незабаром він відривається від своєї групи й розуміє, що повинен вибиратися з комплексу самотужки. Однак, незабаром Шепард рятує землю від вторгнення раси Х і потрапляє до рук G-Man'а, котрий поміщає Шепарда у стазис для використання в майбутньому.
- Барні Калхун — головний герой аддону Blue Shift і один із ключових персонажів у серії, починаючи з Half-Life 2. У «Чорній Мезі» Барні працював звичайним охоронцем, і після інциденту разом із групою вчених намагався живим вибратися з комплексу. У Half-Life 2 Барні стає шпигуном, прикидаючись солдатом Альянсу, а пізніше відкрито приєднується до опору.
- Колетт Грін і Джина Крос — героїні третього аддону Decay. Грін і Крос були колегами Фрімена у «Чорній Мезі», а після інциденту віддалено допомагали йому в його пригоді.
- G-Man — загадковий чоловік, який спостерігає за рештою героїв і втручається в критичні моменти.

## Ігри

### Серія Half-Life
- Half-Life — перша гра серії, що вперше була випущена 19 листопада 1998 року. Під час проведення професором Гордоном Фріменом важливого експерименту в комплексі «Чорна Меза», щось іде не так, і у наш світ проникають істоти з паралельного світу Зен. Завдяки своєму сучасному костюму для проведення випробувань, Фрімену вдається вижити, і він стає єдиним, хто може закрити портал і врятувати Землю.
  - Half-Life: Uplink — демо-версія Half-Life, що включає рівень, у підсумку вирізаний з фінальної версії гри. Сюжет рівня зав'язаний на тім, що Фрімену потрібно послати електронний сигнал, щоб відкрити двері в комплекс Лямбда.
  - Half-Life: Day One — демо-версія Half-Life, що містить частину вирізаного контенту та дещо відрізняється у геймплеї.
  - Half-Life: Source — офіційний порт першої частини на рушієві Source.
  - Black Mesa — частковий рімейк Half-Life, розроблений Crowbar Collective та випущений 14 вересня 2012 року. Фінальна версія гри разом із закінченим останнім рівнем Xen побачила світ у Steam 6 березня 2020 року [1].
- Half-Life: Opposing Force — доповнення, випущене 19 листопада 1999 року. Сюжет розвивається паралельно з сюжетом Half-Life. Капрал Едріан Шепард у складі підрозділу HECU вирушає до «Чорної Мези» із завданням — знищити в ній весь персонал комплексу. Однак, у самому комплексі загони спецпризначенців виявляють прибульців з іншого світу, які багато в чому перевершують їх.
- Half-Life: Blue Shift — доповнення, яке вийшло 12 червня 2001 року. Сюжет гри так само, як і Opposing Force, відбувається паралельно із першою грою. Один з багатьох охоронців Чорної Мези на ім'я Барні Калхаун опиняється в наповненій прибульцями лабораторії. У компанії з декількома вченими він намагається вибратися із «Чорної Мези».
- Half-Life: Decay — останнє доповнення до оригінальної гри, що спочатку вийшло на PlayStation 2 14 листопада 2001 року, а потім була неофіційно портоване українськими ентузіастами на ПК. Знову зображує події Half-Life з іншої точки зору. Головні герої гри — колеги Фрімена, доктори Джина Крос і Колетт Грін, які в міру своїх сил намагаються допомогти Гордонові добратися до комплексу «Лямбда».

### Серія Half-Life 2
- Half-Life 2 — продовження, випущене 16 листопада 2004 року. Гордон Фрімен опиняється через кілька років після фіналу Half-Life в місті Сіті 17 і довідається, що Земля захоплена Альянсом прибульців. На планеті встановлено антиутопічний лад, на чолі якого стоїть колишній керівник «Чорної Мези» — Воллес Брін. Гордон зустрічає колишніх знайомих і нову подругу Алікс Венс та повсюдно спостерігає руйнівний вплив Альянсу і режиму Бріна. Він знову бере в руки зброю, щоб протистояти загарбникам і звільнити Землю від їхньої диктатури.
  - Half-Life 2: Lost Coast — рівень-демонстрація оновлених можливостей рушія Source. Показує чергову пригоду Фрімена, де він опиняється біля рибальського містечка та повинен зупинити встановлену неподалік зброю Альянсу.
- Half-Life 2: Episode One — доповнення, що вийшло 1 червня 2006 року. Після фіналу першого епізоду, починається масштабне повстання. Головна споруда Сіті 17, Цитадель, перебуває в критичному стані, і Фрімен повинен відстрочити її вибух, щоб із міста змогло врятуватись якнайбільше людей. В цьому йому практично постійно допомагає одна з повстанців, Алeкс Венс. В ході своїх подорожей обоє дізнаються, що Альянс готує нове вторгнення для придушення повстання.
- Half-Life 2: Episode Two — доповнення, випущене 10 жовтня 2007 року, останнє для Half-Life 2. Після втечі з Сіті 17 і вибуху Цитаделі Алікс з Гордоном змушені ховатися від сил Альянсу, кинутих на їхні пошуки. Вони пробують дістатися до нової бази повстанців, «Білого гаю», щоб встигнути завадити вторгненню основних сил Альянсу на Землю.
- Half-Life 2: Episode Three — очікуване продовження, яке повинне завершити історію Гордона Фрімена. Тривалий час не надходило жодних офіційних і чітких заяв щодо розвитку проєкту. 25 серпня 2017 року сценарист Марк Лейдлоу виклав свої ідеї щодо сюжету Episode Three. Згідно його бачення, Гордон і Алікс мали б вирушити в Антарктику на пошуки корабля «Борей», оснащеного технологією вільного переміщення в часі, просторі та між паралельними світами. Їхньою метою було б знищити «Борей», щоб він не дістався ворогу, та зруйнувати антарктичну базу Альянсу. Фінал мав лишитися відкритим[2].
- Half-Life: Alyx — розроблена для ПК з шоломами віртуальної реальності, вихід відбувся 23 березня 2020 року. Події розгортаються за 5 років до початку Half-Life 2. Алікс за завданням батька вирушає знайти таємничу зброю «Сховище», не здогадуючись як це змінить долю всіх її близьких[3].

### Серія Portal
- Portal — окрема гра, що вийшла 10 жовтня 2007 року. Історія гри розгортається в лабораторії Aperture Science, якою керує штучний інтелект GLaDOS. Головна героїня, Челл, використовуючи пристрій для створення порталів, за завданням GLaDOS проводить випробування цього пристрою й проходить лабіринт, наповнений пастками й головоломками.
  - Portal: Still Alive — самостійне перевидання гри для платформи Xbox Live Arcade.
- Portal 2 — продовження Portal, випущене 19 квітня 2011 року, де Челл прокидається від анабіозу в тій же лабораторії через багато років. Штучний інтелект продовжує залучати її до експериментів, поки сам не опиняється в небезпеці. Челл досліджує минуле лабораторії та дізнається про інший бік GLADOS.
- Bridge Constructor Portal — побічна гра-головоломка, випущена 20 грудня 2017 року. Метою в ній є прокласти для співробітників «Лабораторії досліджень порталів» безпечний шлях крізь тестові камери.

### Інші ігри
- Deathmatch Classic — багатокористувацька модифікація Half-Life, випущена 2001 року. Гравці у ній в ролі персонажів Half-Life б'ються один з одним на спеціальних картах.
  - Half-Life Deathmatch: Source — Deathmatch Classic, перенесена на рушій Source. Вийшла 2005 року.
- Half-Life 2: Deathmatch — багатокористувацька гра на основі Half-Life 2, де гравці б'ються один з одним в ролі персонажів оригінальної гри. Вийшла 2004 року.
- Half-Life 2: Survivor — аркадна версія Half-Life 2, випущена в Японії для ігрових автоматів Type X. Відрізняється від оригіналу спрощеним ігровим процесом, зокрема відсутністю головоломок.
- Portal Pinball — пінбол у тематиці Portal, випущений Zen Studios 2015 року.
- Codename: Gordon — двовимірна флеш-гра жанру «біжи і стріляй» за мотивами Half-Life 2. Вийшла 2004 року.
- Prospekt — неофіційне продовження Half-Life: Opposing Force, розроблене однією людиною, Річардом Сібруком, яке показує нові пригоди Едріана Шепарда паралельно до Half-Life 2. Розробку було схвалено Valve і гра вийшла в Steam 18 лютого 2016 року[4][5].
- Hunt Down The Freeman — глобальна модифікація для Half-Life 2, створена студією Royal Rudius Entertainment і видана 24 лютого 2018 року. Сюжет зображає історію сержанта Мітчелла впродовж кількох років, паралельно до подій Half-Life і Half-Life 2. Він прагне помститись Гордонові Фрімену за загибель товаришів, для чого укладає небезпечну угоду[6].

## Супутня продукція

### Фільми
Офіційні екранізації Half-Life і Portal, режисером яких обрано Джефрі Джейкоба Абрамса, перебувають на нез'ясованому етапі створення. Проте за мотивами ігор існують фанатські фільми, схвалені Valve:
- «Half-Life: Escape from City 17» — короткометражний фільм у трьох епізодах (третій не був завершений), сторений канадськими ентузіастами з команди «The Purchase Brothers» впродовж 2009—2011 років. Фільм присвячений боротьбі повстанців проти Альянсу, його події розгортаються в Сіті 17 та околицях паралельно до подій ігор Half-Life 2: Episode One та Half-Life 2: Episode Two[11][12][13][14].
- «Freeman's days» — фільм російських фанатів серії з Калуги 2013 року, який переповідає події першої глави Half-Life 2, переплітаючи їх з історією повстанців. Місцями він по-своєму трактує сюжет гри, відходячи від канонічних зображень і уточнює події на розсуд творців[15][16].
  - «Freeman's days: Seventh Hour» — запланований приквел, присвячений боротьбі повстанців проти Альянсу через кілька років після його вторгнення на Землю[17].